# Cristianesimo in Brunei
Il cristianesimo in Brunei è una religione di minoranza. Secondo i dati del censimento del 2011, la religione più diffusa nel Brunei è l'islam, professato da circa il 79% della popolazione; i cristiani rappresentano l'8,7% della popolazione. Secondo stime più recenti i cristiani sarebbero circa il 10%, la metà dei quali cattolici.
La costituzione del Brunei stabilisce che l'islam è la religione di stato e riconosce il diritto di praticare le altre religioni "in pace e in armonia". In pratica la libertà religiosa è fortemente limitata. Tutte le organizzazioni, compresi i gruppi religiosi, devono registrarsi; la partecipazione alle attività di organizzazioni non registrate è considerata un reato. Il proselitismo religioso è vietato ai non musulmani non solo verso i musulmani, ma anche verso coloro che non hanno un'affiliazione religiosa. Ai musulmani non è permesso di cambiare religione. L'accesso alle pubblicazioni religiose non musulmane è soggetto a limitazioni e ne è vietata la distribuzione ai musulmani; è vietata anche l'importazione e la distribuzione di pubblicazioni che possono fomentare inimicizia e odio tra i gruppi religiosi. I matrimoni tra musulmani e non musulmani non sono vietati dalla legge ma è prevista la preventiva approvazione delle corti islamiche, per cui ai non musulmani viene richiesto di convertirsi all'islam. Nella scuola pubblica è vietato l'insegnamento di religioni diverse dall'islam sunnita, ma i non musulmani possono chiedere di esserne esentati, ricevendo un insegnamento sui comportamenti morali. Nelle scuole private, anche in quelle promosse dalle Chiese, l'insegnamento di religioni diverse dall'islam può essere offerto solo in forma privata, per esempio a casa di qualcuno.

## Confessioni cristiane presenti

### Cattolicesimo
La Chiesa cattolica è presente nel Paese con il vicariato apostolico del Brunei ed è riconosciuta dallo stato; in Brunei vi sono tre chiese cattoliche. 

### Protestantesimo
Tra i gruppi protestanti presenti in Brunei, gli unici riconosciuti dallo stato sono gli anglicani, rappresentati dalla Chiesa della Provincia dell'Asia Sud-orientale, che fa parte della Comunione anglicana ed è presente nel Paese con la Diocesi anglicana di Kuching; in Brunei vi sono tre chiese anglicane. Le altre denominazioni protestanti presenti nel Paese sono la Chiesa metodista, la Chiesa evangelica del Borneo e alcune Chiese protestanti coreane; a questi gruppi si aggiungono varie congregazioni indipendenti, per lo più di ispirazione evangelicale. Questi gruppi protestanti non sono riconosciuti come Chiese ma sono registrati come associazioni, per cui non dispongono di edifici di culto e i loro membri si incontrano privatamente. La World Christian Encyclopedia inserisce tra i gruppi presenti nel Paese anche la Chiesa cristiana avventista del settimo giorno, ma fonti dell'organizzazione affermano che in Brunei non sono attualmente presenti avventisti.